# Mike Kickham
Michael Joseph Kickham (né le 12 décembre 1988 à Saint-Louis, Missouri, États-Unis) est un lanceur gaucher des Ligues majeures de baseball.

## Carrière
Joueur à l'Université d'État du Missouri, Mike Kickham est un choix de sixième ronde des Giants de San Francisco en 2010. À sa quatrième saison en ligues mineures, le lanceur partant gaucher atteint le niveau Triple-A. Il est rappelé pour la première fois des mineures afin de remplacer Ryan Vogelsong, blessé, chez les Giants. Il fait ses débuts dans le baseball majeur le 28 mai 2013 comme lanceur partant pour San Francisco face aux A's d'Oakland. Il encaisse la défaite lors de trois départs de suite pour les Giants et effectue par la suite 9 sorties en relève en 2013, puis deux autres en 2014. Avec 39 points, dont 37 mérités, accordés en 30 manches et un tiers lancées, sa moyenne de points mérités s'élève à 10,98 ces deux années avec San Francisco, mais il enregistre 30 retraits sur des prises.
Le 23 décembre 2014, il est réclamé au ballottage par les Cubs de Chicago. Ceux-ci le transfèrent aux Mariners de Seattle le 14 janvier 2015 en échange du lanceur droitier des ligues mineures Lars Huijer. Il ne joue qu'en ligues mineures dans l'organisation des Mariners et est réclamé au ballottage par les Rangers du Texas le 5 mai 2015.